# Olympische Winterspiele 2006/Bob
Bei den XX. Olympischen Winterspielen 2006 fanden drei Wettbewerbe im Bobfahren statt. Die Bahn Cesana Pariol befand sich in der Nähe des Dorfes Cesana Torinese, 97 Kilometer westlich von Turin. Sie war 1435 Meter lang, hatte 19 Kurven und überwand eine Höhendifferenz von 114 Metern; es wurden Höchstgeschwindigkeiten von bis zu 130 km/h erreicht. Die Zuschauerkapazität entlang der Strecke betrug 7.000 (davon 3.624 Sitzplätze).

## Bilanz

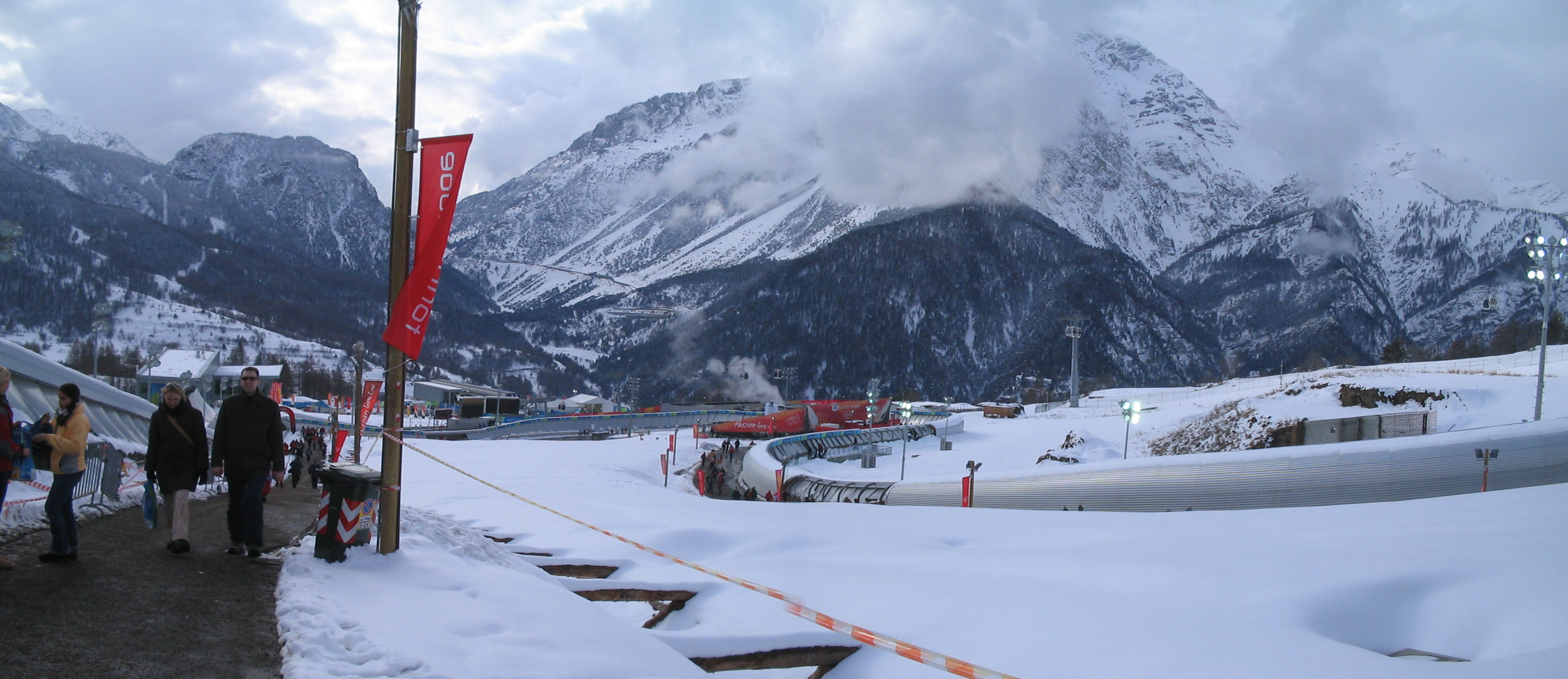
Bobbahn Cesana Pariol

### Medaillenspiegel
| Platz | Land               | Gold | Silber | Bronze | Gesamt |
| ----- | ------------------ | ---- | ------ | ------ | ------ |
| 1     | Deutschland        | 3    | –      | –      | 3      |
| 2     | Kanada             | –    | 1      | –      | 1      |
| 2     | Russland           | –    | 1      | –      | 1      |
| 2     | Vereinigte Staaten | –    | 1      | –      | 1      |
| 5     | Schweiz            | –    | –      | 2      | 2      |
| 6     | Italien            | –    | –      | 1      | 1      |

### Medaillengewinner
| Konkurrenz       | Gold                                               | Silber                                                                | Bronze                                                   |
| ---------------- | -------------------------------------------------- | --------------------------------------------------------------------- | -------------------------------------------------------- |
| Zweierbob Männer | André Lange, Kevin Kuske                           | Pierre Lueders, Lascelles Brown                                       | Martin Annen, Beat Hefti                                 |
| Viererbob Männer | André Lange, René Hoppe, Kevin Kuske, Martin Putze | Alexander Subkow, Filipp Jegorow, Alexei Seliwerstow, Alexei Wojewoda | Martin Annen, Thomas Lamparter, Beat Hefti, Cédric Grand |
| Zweierbob Frauen | Sandra Kiriasis, Anja Schneiderheinze              | Shauna Rohbock, Valerie Fleming                                       | Gerda Weißensteiner, Jennifer Isacco                     |

## Ergebnisse Männer
(alle Laufzeiten in Sekunden, Gesamtzeiten in Minuten)

### Zweierbob
| Platz | Land | Sportler                                      | 1. Lauf | 2. Lauf | 3. Lauf | 4. Lauf | Gesamt  |
| ----- | ---- | --------------------------------------------- | ------- | ------- | ------- | ------- | ------- |
| 1     | GER  | Deutschland I: André Lange, Kevin Kuske       | 55,28   | 55,73   | 56,01   | 56,36   | 3:43,38 |
| 2     | CAN  | Kanada I: Pierre Lueders, Lascelles Brown     | 55,57   | 55,50   | 56,11   | 56,41   | 3:43,59 |
| 3     | SUI  | Schweiz I: Martin Annen, Beat Hefti           | 55,54   | 55,67   | 56,18   | 56,34   | 3:43,73 |
| 4     | RUS  | Russland I: Alexander Subkow, Alexei Wojewoda | 55,54   | 55,85   | 56,12   | 56,49   | 3:44,00 |
| 5     | GER  | Deutschland II: Matthias Höpfner, Marc Kühne  | 55,56   | 55,82   | 56,24   | 56,63   | 3:44,25 |
| 6     | LAT  | Lettland I: Jānis Miņins, Daumants Dreiškens  | 55,94   | 55,84   | 56,16   | 56,69   | 3:44,63 |
| 7     | USA  | USA I: Todd Hays, Pavle Jovanovic             | 55,81   | 55,72   | 56,31   | 56,88   | 3:44,72 |
| 8     | SUI  | Schweiz II: Ivo Rüegg, Cédric Grand           | 55,85   | 55,74   | 56,37   | 56,90   | 3:44,86 |
| 9     | ITA  | Italien I: Simone Bertazzo, Matteo Torchio    | 55,78   | 55,99   | 56,43   | 56,95   | 3:45,15 |
| 10    | AUT  | Österreich I: Wolfgang Stampfer, Klaus Seelos | 55,92   | 55,94   | 56,57   | 56,90   | 3:45,33 |
|       |      |                                               |         |         |         |         |         |
| 17    | AUT  | Österreich II: Jürgen Loacker, Gerhard Köhler | 56,29   | 56,22   | 57,07   | 57,69   | 3:47,27 |

Datum: 18. Februar 2006 
 17:30 Uhr (1. Lauf), 19:20 Uhr (2. Lauf) 
 19. Februar 2006 
 17:30 Uhr (3. Lauf), 19:20 Uhr (4. Lauf)
29 Bobs aus 19 Ländern, alle in der Wertung.

### Viererbob
| Platz | Land | Sportler                                                                           | 1. Lauf | 2. Lauf | 3. Lauf | 4. Lauf | Gesamt  |
| ----- | ---- | ---------------------------------------------------------------------------------- | ------- | ------- | ------- | ------- | ------- |
| 1     | GER  | Deutschland I: André Lange, René Hoppe, Kevin Kuske, Martin Putze                  | 55,20   | 55,30   | 54,80   | 55,12   | 3:40,42 |
| 2     | RUS  | Russland I: Alexander Subkow, Filipp Jegorow, Alexei Seliwerstow, Alexei Wojewoda  | 55,22   | 55,45   | 54,87   | 55,01   | 3:40,55 |
| 3     | SUI  | Schweiz I: Martin Annen, Thomas Lamparter, Beat Hefti, Cédric Grand                | 55,26   | 55,37   | 55,00   | 55,20   | 3:40,83 |
| 4     | CAN  | Kanada I: Pierre Lueders, Ken Kotyk, Morgan Alexander, Lascelles Brown             | 55,34   | 55,43   | 54,95   | 55,40   | 3:40,92 |
| 5     | GER  | Deutschland II: René Spies, Christoph Heyder, Enrico Kühn, Alexander Metzger       | 55,47   | 55,48   | 54,91   | 55,18   | 3:41,04 |
| 6     | USA  | USA II: Steven Holcomb, Curtis Tomasevicz, Bill Schuffenhauer, Lorenzo Smith III   | 55,46   | 55,50   | 55,14   | 55,26   | 3:41,36 |
| 7     | USA  | USA I: Todd Hays, Pavle Jovanovic, Steve Mesler, Brock Kreitzburg                  | 55,43   | 55,56   | 55,04   | 55,41   | 3:41,44 |
| 8     | SUI  | Schweiz II: Ivo Rüegg, Andi Gees, Roman Handschin, Christian Aebli                 | 55,65   | 55,63   | 55,22   | 55,30   | 3:41,80 |
| 9     | RUS  | Russland II: Jewgeni Popow, Sergei Golubew, Pjotr Makartschuk, Dmitri Stjopuschkin | 55,87   | 55,57   | 55,16   | 55,33   | 3:41,93 |
| 10    | LAT  | Lettland I: Jānis Miņins, Daumants Dreiškens, Mārcis Rullis, Jānis Ozols           | 55,88   | 55,69   | 55,51   | 55,51   | 3:42,59 |
|       |      |                                                                                    |         |         |         |         |         |
| 13    | AUT  | Österreich II: Wolfgang Stampfer, Klaus Seelos, Jürgen Loacker, Hans Peter Welz    | 55,77   | 55,83   | 55,73   | 55,53   | 3:42,86 |

Datum: 24. Februar 2006 
 17:30 Uhr (1. Lauf), 19:20 Uhr (2. Lauf) 
 25. Februar 2006 
 17:30 Uhr (3. Lauf), 19:20 Uhr (4. Lauf)
26 Bobs aus 19 Ländern, davon 25 in der Wertung.

## Ergebnisse Frauen

### Zweierbob
| Platz | Land | Sportlerinnen                                        | 1. Lauf | 2. Lauf | 3. Lauf | 4. Lauf | Gesamt  |
| ----- | ---- | ---------------------------------------------------- | ------- | ------- | ------- | ------- | ------- |
| 1     | GER  | Deutschland I: Sandra Kiriasis, Anja Schneiderheinze | 57,16   | 57,77   | 57,34   | 57,71   | 3:49,98 |
| 2     | USA  | USA I: Shauna Rohbock, Valerie Fleming               | 57,37   | 57,65   | 57,78   | 57,89   | 3:50,69 |
| 3     | ITA  | Italien I: Gerda Weißensteiner, Jennifer Isacco      | 57,50   | 57,67   | 57,71   | 58,13   | 3:51,01 |
| 4     | CAN  | Kanada I: Helen Upperton, Heather Moyse              | 57,37   | 57,77   | 58,09   | 57,83   | 3:51,06 |
| 5     | GER  | Deutschland II: Susi Erdmann, Nicole Herschmann      | 57,26   | 57,75   | 58,04   | 58,27   | 3:51,32 |
| 6     | USA  | USA 2: Jean Prahm, Vonetta Flowers                   | 57,97   | 57,67   | 57,81   | 58,33   | 3:51,78 |
| 7     | RUS  | Russland I: Wiktorija Tokowaja, Nadeschda Orlowa     | 57,64   | 57,72   | 58,44   | 58,13   | 3:51,93 |
| 8     | SUI  | Schweiz I: Maya Bamert, Martina Feusi                | 57,72   | 57,78   | 58,00   | 58,54   | 3:52,04 |
| 9     | GBR  | GBR I: Nicola Minichiello, Jackie Gunn               | 57,78   | 57,49   | 58,41   | 58,48   | 3:52,86 |
| 10    | SUI  | Schweiz II: Sabina Hafner, Cora Huber                | 57,86   | 57,92   | 58,73   | 58,35   | 3:52,86 |

Datum: 20. Februar 2006 
 17:30 Uhr (1. Lauf), 18:30 Uhr (2. Lauf) 
 21. Februar 2006 
 17:30 Uhr (3. Lauf), 19:00 Uhr (4. Lauf)
16 Bobs aus 10 Ländern, davon 15 in der Wertung.